# Gieter

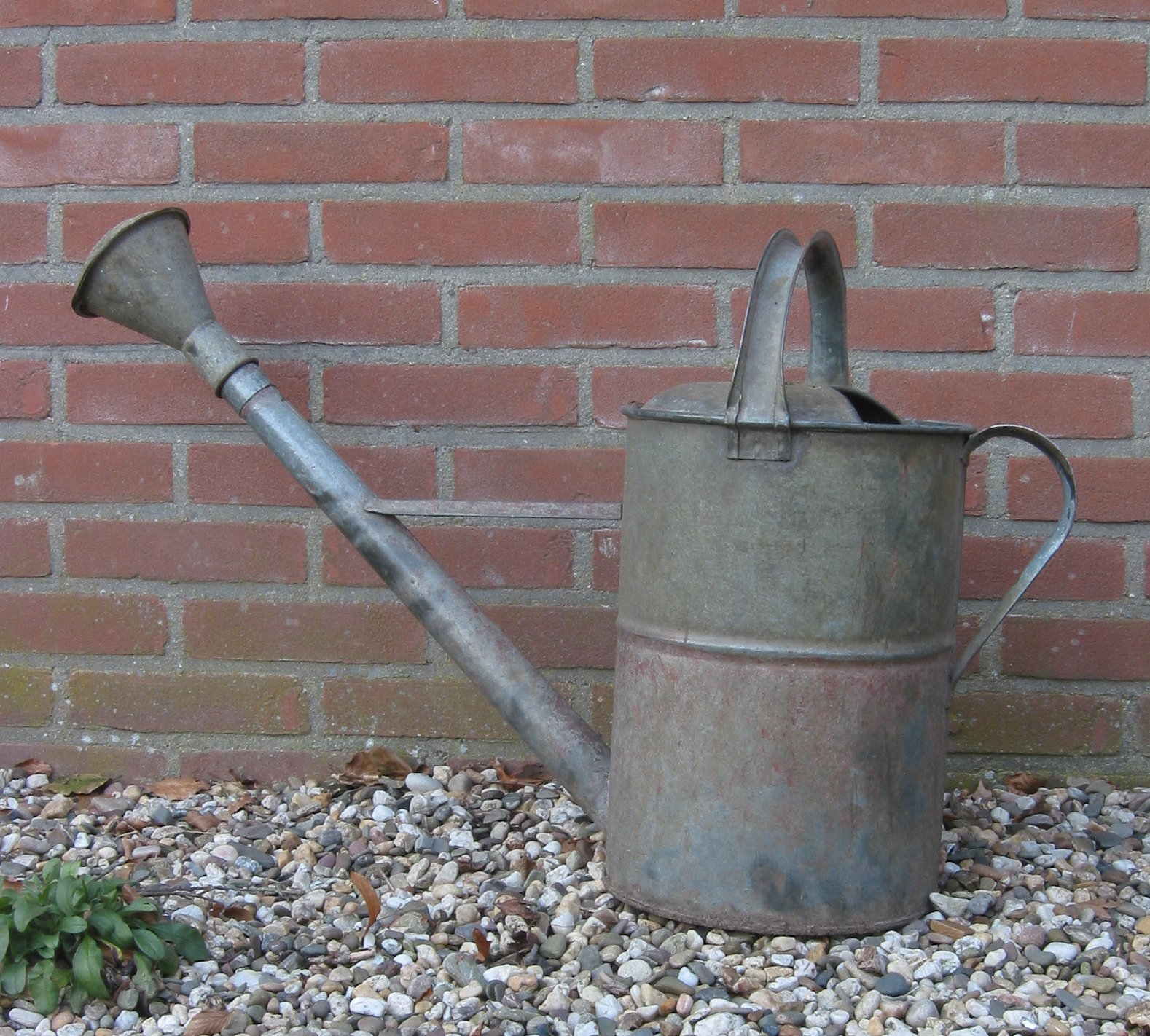
Grote zinken 13 litergieter met broes

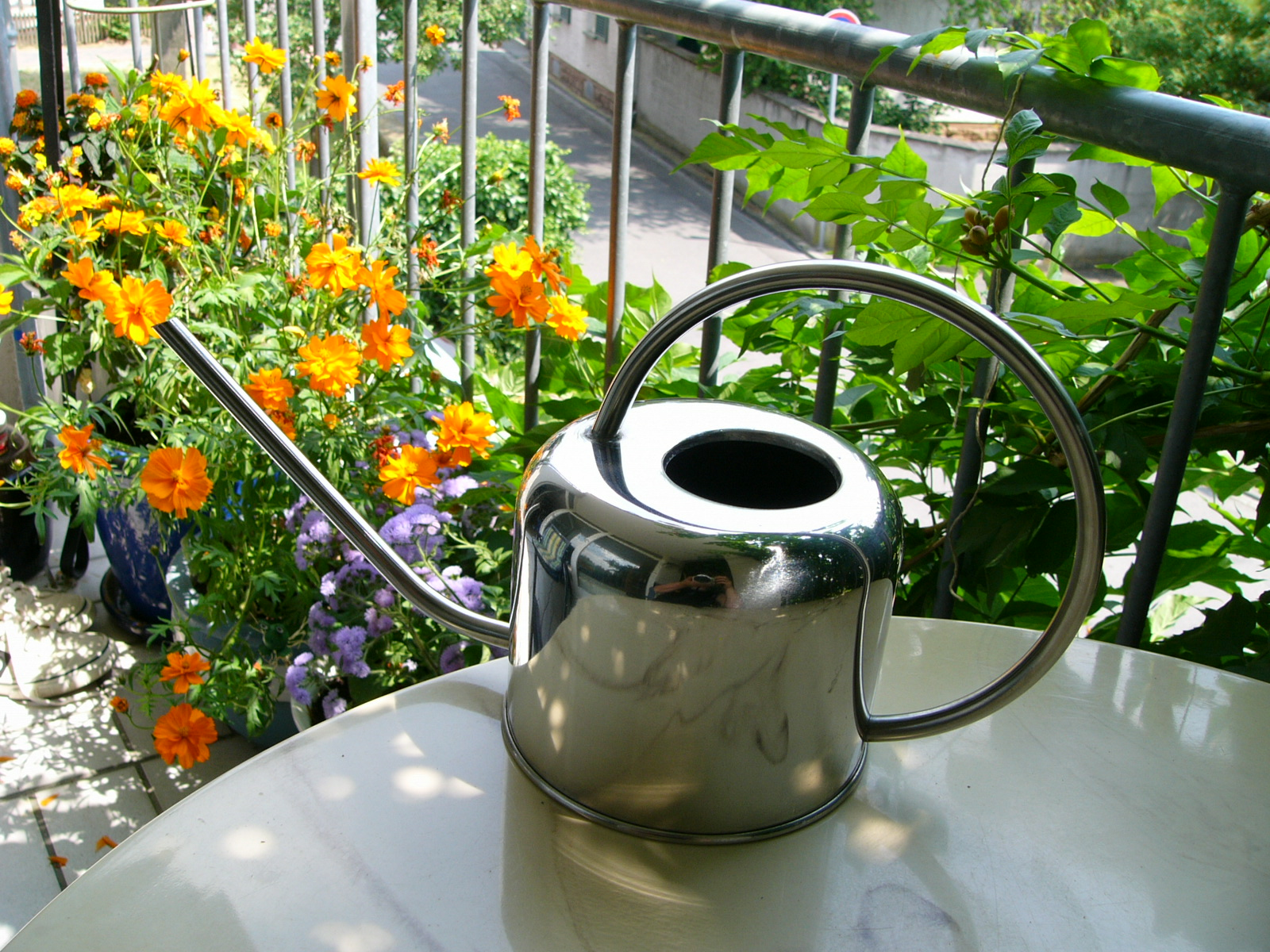
Kamerplantengieter

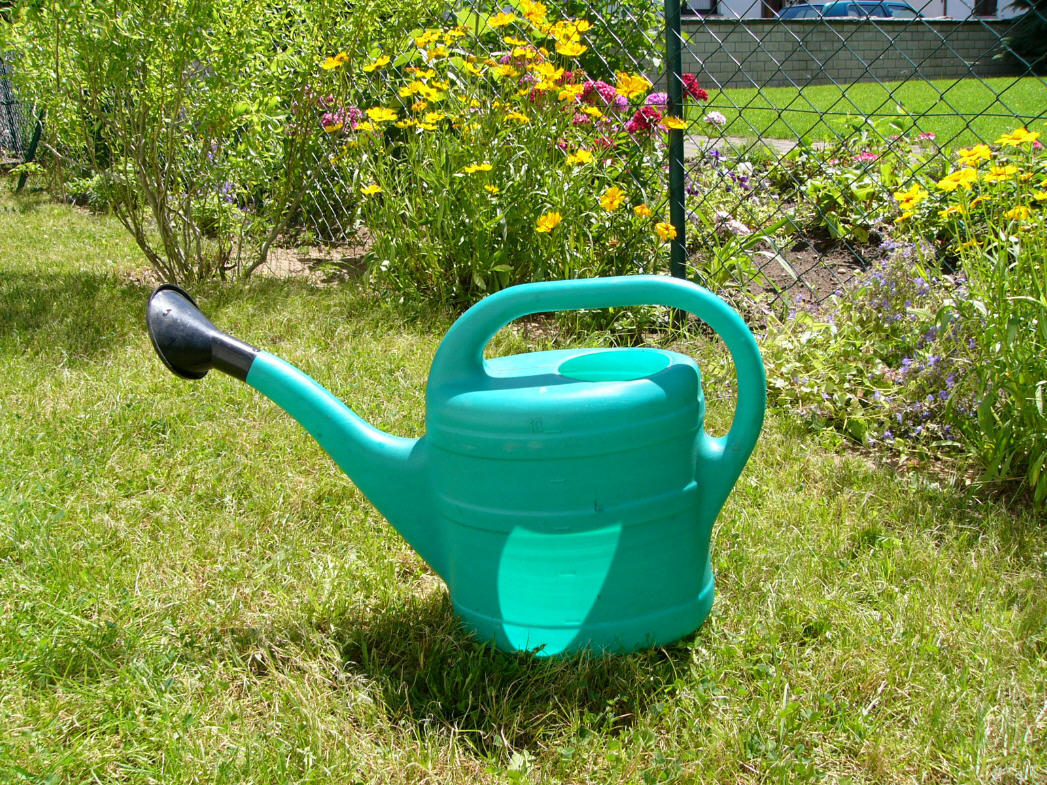
Plastic gieter met broes

Een gieter is een waterreservoir voorzien van een handvat, een vulopening en een tuit, bedoeld om  planten met water te begieten. De gieter bestaat ten minste al vanaf de zeventiende eeuw. Een gieter kan ook gebruikt worden om kunstmestkorrels tussen de planten aan te brengen, er is dan minder kans op bladverbranding dan bij breedwerpig strooien.
Er bestaat zowel een kleine vorm voor binnenshuis, als een grotere die in de tuin wordt gebruikt. Gevuld met water kunnen de laatste bij vorst kapotvriezen.
De inhoud van de gieter kan variëren van 0,5 liter voor een kamerplantengieter tot 15 liter voor een tuingieter.
Net als bij een theepot moet het uiteinde van de tuit ten minste tot gelijke hoogte met de rand van het reservoir reiken. Anders zou in overeenstemming met de wet van de communicerende vaten een deel van de gieter spontaan leeglopen.
Op de tuit van de tuingieter kan een broes (vergelijkbaar met een douchekop) gezet worden om een fijnere straal en een betere verdeling te krijgen. De gieter komt voor in allerlei vormen, vaak variaties op ronde en ovale vormen. Tuingieters worden uit plastic of zink vervaardigd. Bij de kamerplantengieter wordt speciale aandacht besteed aan de vormgeving en afwerking. Deze gieters worden van plastic, metaal of zelfs glas gemaakt.